# Simulium kambaitense
Simulium kambaitense es una especie de insecto del género Simulium, familia Simuliidae, orden Diptera.
Fue descrita científicamente por Takaoka, 1989.